# Holiday am Wörthersee
Holiday am Wörthersee ist eine deutsch-österreichische Verwechslungskomödie von Hans Schott-Schöbinger aus dem Jahr 1956 in Agfacolor. Der Film wurde in Österreich, Deutschland und in Nordfrankreich verliehen. Erstverleih in Deutschland war die Defir (Deutscher Filmring), in Österreich der Sascha-Filmverleih.

## Handlung
Der Hotelkellner Fritz Groß kündigt seine Anstellung in der Meinung, zusammen mit seinen Tanten eine große Erbschaft am Wörthersee gemacht zu haben. Dort wird er mit dem amerikanischen Hotelkönig Gross verwechselt, in dessen Tochter Marion sich Fritz, ohne die Zusammenhänge zu ahnen, verliebt. Die große Erbschaft in Seewinkel entpuppt sich allerdings als wertlose feuchte Wiese am See.
In der Meinung, in Fritz Groß einen reichen Investor vor sich zu haben, schmiedet der schlaue Schnepfenwirt hochtrabende Tourismuspläne. Der Hotelkönig Gross wittert Konkurrenz und kauft Fritz seine Wiese für ein Vermögen ab.

## Produktion
Das Originaldrehbuch der Grazer Autoren Breisach und Trummer-Klimek wurde von Wolfgang Schnitzler kurz vor Drehbeginn überarbeitet.
Die Dreharbeiten fanden im Frühsommer 1956 rund um den Wörthersee hauptsächlich in Pörtschach und Klagenfurt statt. Die Ausstattung arrangierte Sepp Rothauer. Karl Loubé schrieb die Begleitmusik und einige Schlagerlieder, unter anderem Holi-Holiday, mit Texten von Hans Haller. Der Film wurde in Wien synchronisiert, die Musikeinlagen vom Hansen-Quartett gesungen.
Für die Innenaufnahmen wurden Räumlichkeiten in Pörtschach zum Behelfsatelier umfunktioniert.
Der Hauptausschuss der FSK verfügte, dass einige Szenen, die „in dieser lockeren Form“ als anstößig empfunden werden könnten, zu schneiden seien. So küsse der Protagonist einer Frau in die Armbeuge, worauf diese „Es kitzelt“ sage. Dies wirke zwar nicht gerade vom Erotischen her obszön, wohl aber dadurch, dass Erwachsene sich in dieser Form nicht in einem öffentlichen Lokal zeigen sollten.
Die Uraufführung erfolgte am 26. Juli 1956 in der Lichtburg Essen. Der Film wurde seit seinem Kinoeinsatz in den 1950er Jahren nicht mehr öffentlich gezeigt oder gesendet.

## Kritik
„Klamauk made in Austria“ lautete das Resümee von Paimanns Filmlisten, „als Aktivum figurieren hübsche Außenaufnahmen in angenehmer Farbenphotographie“.